# Heterochelus omissus
Heterochelus omissus är en skalbaggsart som beskrevs av Kulzer 1960. Heterochelus omissus ingår i släktet Heterochelus och familjen Melolonthidae. Inga underarter finns listade i Catalogue of Life.